# Persone di nome Michele/Calciatori
| Questa pagina contiene informazioni ricavate automaticamente dalle voci biografiche con l'ausilio del template Bio e di un bot. L'aggiornamento è periodico e automatico e ricostruisce completamente la pagina. Se manca una persona in questa lista, sei pregato di non aggiungerla, ma accertati piuttosto che la sua voce biografica contenga il template Bio e che i dati anagrafici siano correttamente compilati. Se il template Bio manca, inseriscilo tu stesso o, in alternativa, metti l'avviso {{tmp\|Bio}} che ne segnala la mancanza. Se i dati riportati sono sbagliati, correggi direttamente la voce biografica; le modifiche saranno visibili in questa lista entro pochi giorni. Per chiarimenti vedi il progetto antroponimi. La lista contiene solo le 51 persone che sono citate nell'enciclopedia e per le quali è stato implementato correttamente il template Bio. Pagina aggiornata al 6 mag 2025. |

Questa è una lista di persone presenti nell'enciclopedia che hanno il nome Michele e sono calciatori.

## B(2)
- Michele Benedetto, ex calciatore e allenatore di calcio italiano (Torino, n. 1941)
- Michele Besaggio, calciatore italiano (Monselice, n. 2002)

## C(13)
- Michele Camporese, calciatore italiano (Pisa, n. 1992)
- Michele Canini, ex calciatore italiano (Brescia, n. 1985)
- Michele Castagnetti, calciatore italiano (Montecchio Emilia, n. 1989)
- Michele Catalano, ex calciatore italiano (Bari, n. 1925)
- Michele Cavion, calciatore italiano (Schio, n. 1994)
- Michele Ceccoli, ex calciatore sammarinese (Roma, n. 1973)
- Michele Cerofolini, calciatore italiano (Arezzo, n. 1999)
- Michele Cervellini, calciatore sammarinese (n. 1988)
- Michele Cevoli, calciatore sammarinese (Borgo Maggiore, n. 1998)
- Michele Chirico, calciatore italiano (Bari, n. 1940 - Modena, † 1983)
- Michele Colasanto, ex calciatore italiano (Bari, n. 1961)
- Michele Collocolo, calciatore italiano (Taranto, n. 1999)
- Michele Cremonesi, ex calciatore italiano (Cremona, n. 1988)

## D(1)
- Michele Di Gregorio, calciatore italiano (Milano, n. 1997)

## F(1)
- Michele Fornasier, calciatore italiano (Vittorio Veneto, n. 1993)

## G(3)
- Michele Garabello, calciatore italiano
- Mike Grella, ex calciatore statunitense (Long Island, n. 1987)
- Michele Guainazzi, calciatore italiano (Milano, n. 1921)

## L(1)
- Michele Lorusso, calciatore italiano (Bari, n. 1947 - Mola di Bari, † 1983)

## M(7)
- Michele Maggetti, ex calciatore svizzero (Locarno, n. 1981)
- Michele Manenti, calciatore italiano (Milano, n. 1928 - Milano, † 1988)
- Michele Marani, ex calciatore sammarinese (San Marino, n. 1982)
- Michele Marconi, calciatore italiano (Follonica, n. 1989)
- Michele Menolascina, ex calciatore italiano (Bari, n. 1970)
- Michele Moretti, ex calciatore sammarinese (San Marino, n. 1981)
- Michele Moro, ex calciatore italiano (Olbia, n. 1949)

## N(3)
- Michele Nappi, ex calciatore italiano (San Gennaro Vesuviano, n. 1951)
- Michele Natale, calciatore italiano (Lecce, n. 1919)
- Michele Nicoletto, ex calciatore argentino (Rosario, n. 1955)

## P(4)
- Michele Paleari, calciatore italiano (Casteggio, n. 1900 - Casteggio, † 1939)
- Michele Pallavicini, calciatore italiano (San Martino Siccomario, n. 1911 - San Martino Siccomario, † 1968)
- Michele Paramatti, ex calciatore italiano (Salara, n. 1968)
- Michele Pellizzer, calciatore italiano (Asolo, n. 1989)

## R(7)
- Michele Rigione, calciatore italiano (Napoli, n. 1991)
- Michele Rinaldi, calciatore italiano (Manerbio, n. 1987)
- Michele Rocca, calciatore italiano (Milano, n. 1996)
- Michele Rogliani, calciatore italiano (Venezia, n. 1961 - Venezia, † 1985)
- Michele Rolle, calciatore italiano (Moncalieri, n. 1907 - Moncalieri, † 1981)
- Michele Rosa, calciatore italiano
- Michele Ruella, calciatore italiano (Torino, n. 1920 - Pietra Ligure, † 1982)

## S(6)
- Michele Santacroce, calciatore italiano (Bari, n. 1921 - Collegno, † 1978)
- Michele Scarfoglio, calciatore italiano (Napoli, n. 1888)
- Michele Scaringella, ex calciatore italiano (Carbonara di Bari, n. 1968)
- Michele Scorrano, calciatore italiano (Ururi, n. 1952 - Campobasso, † 2009)
- Michele Solbiati, calciatore italiano (Milano, n. 1947)
- Michele Somma, calciatore italiano (Salerno, n. 1995)

## T(1)
- Michele Tedeschi, calciatore e allenatore di calcio italiano (Taranto, n. 1915)

## Z(1)
- Michele Zanutta, ex calciatore italiano (Carlino, n. 1967)

## Š(1)
- Michele Šego, calciatore croato (Spalato, n. 2000)